# Metadinamo
La metadinamo è una macchina elettrica in grado di convertire la corrente elettrica a corrente continua elevandone o abbassandone la tensione.

## Funzionamento
L'inventore la definì "una macchina a corrente continua con più di due file di spazzole per paio di poli"
Il maggior numero di spazzole è dovuto proprio alla caratteristica concettuale della metadinamo che funziona prevalentemente utilizzando le correnti di armatura (indotto). Lo statore della macchina supporta gli avvolgimenti regolatori, variatori e stabilizzatori e i poli ausiliari.
La configurazione più usata della macchina è quella che ne assicura la "funzione trasformatrice". Le configurazioni vengono distinte in base alla posizione delle spazzole; essenzialmente vengono utilizzate: quella cosiddetta a "croce" (che ha quattro spazzole per ciclo disposte a 90°) che può trasformare la corrente continua a tensione costante in corrente continua a corrente costante. Quella cosiddetta a "otto" (che ha anch'essa quattro spazzole disposte a croce) che differisce nel fatto di avere gli utilizzatori disposti in modo simmetrico su due circuiti ciascuno applicati tra una spazzola primaria e ad una secondaria. Tale disposizione fa sì che solo una parte della potenza richiesta dagli utilizzatori interessi la metadinamo che quindi risulta più piccola e leggera. Infine la configurazione "a tridente", usata nella trasformazione delle locomotive E.620, che permette il dimezzamento della tensione di linea (nel caso specifico 3000 volt) per l'alimentazione dei motori di trazione. In questo caso le spazzole secondarie non sono disposte nei punti medi tra quelle primarie, come nel caso della configurazione a croce, ma in posizione spostata (ma sempre con la linea ideale congiungente ortogonale tra loro). Ciò richiede una quantità doppia di segmenti primari e un numero maggiore di poli ausiliari, sei invece di quattro, in ragione del fatto che il flusso primario assume una componente diversa da zero negli assi di commutazione secondari.
Antecedentemente all'introduzione dei convertitori statici la metadinamo era usata per trasformare la corrente continua. È costituita da un avvolgimento induttore e due avvolgimenti indotti separati muniti di collettori di commutazione a cui fanno capo distinte coppie di spazzole poste ad angolazioni differenti. La macchina è così in grado di funzionare sia da motore sia da generatore allo stesso tempo.
Alimentando l'avvolgimento "motore" (con numero maggiore di spire) con una corrente continua a tensione alta è possibile prelevare alle spazzole dell'altro una corrente a tensione più bassa. È tuttavia possibile anche l'uso inverso per elevare la tensione.
Oggi il dispositivo è caduto in disuso in seguito all'avvento dei dispositivi statici. Un esempio di utilizzazione della metadinamo fu, nel capo ferroviario, quello della ricostruzione delle E.621.
L'invenzione della metadinamo è opera del professore Giuseppe Massimo Pestarini, ingegnere elettrotecnico italiano.